# Мілот
Мілот (алб. Milot) — місто в Албанії. Населення — 8 461 (2011 рік). Мілот — місто та колишній муніципалітет на північному заході Албанії. Під час реформи місцевого самоврядування 2015 року став підрозділом муніципалітету Курбін. Населення за переписом 2011 року становило 8 461 особу. Муніципальна одиниця Мілот складається з: міста Мілот і 14 сіл, у тому числі: Фуше Мілот, Мал і Барде, Вінйолл, Шкопет, Ферр-Шкопет і Скурай.
Місто стоїть на південному березі річки Мат. 

## Історія
7 вересня 1457 року відбулася битва при Уджебарді в Мілоті. Це була друга облога Круї, коли албанська армія під проводом Скандербега розгромила навколишню османську армію. Поразку досить докладно описав османський хроніст Евлія Челебі. Битва при Уджебарді була однією з найбільших перемог Скандербега. Мілот проголосив свою незалежність у 1912 році майже одночасно з усіма іншими албанськими містами.